# Роше (Германия)
Роше (нем. Rosche) — община в Германии, в земле Нижняя Саксония.
Входит в состав района Ильцен. Подчиняется управлению Роше. Население составляет 2042 человека (на 31 декабря 2010 года). Занимает площадь 71,74 км².
Коммуна подразделяется на 17 сельских округов.